# Eingabesysteme für die chinesische Schrift
Um chinesische Schrift digital zu erzeugen, kann man die Tastatur – neben Eingabe der Strichfolgen per Stift oder Maus – als Eingabemedium verwenden. Es existieren diesbezüglich verschiedene Eingabemethoden für die chinesischen Schriftzeichen (chinesisch 漢字輸入法 / 汉字输入法, Pinyin Hànzì shūrùfǎ).
Ein chinesisches Schriftzeichen enthält zwei grobe Informationsquellen: Zum einen weist es auf eine oder mehrere Bedeutungen eines Wortes (bzw. einer Silbe) hin, ohne dass die Aussprache bekannt sein muss. Somit können auch Sprecher verschiedener Dialekte (z. B. Hochchinesisch und Kantonesisch) oft schriftlich miteinander kommunizieren, über verbale Sprachhürden hinweg. Es besteht also die Möglichkeit, Chinesisch zu schreiben, ohne sich irgendeiner Aussprache (und damit auch einem Transkriptionssystem) verpflichten zu müssen. Die Eingabesysteme, die auf der Zeichenstruktur aufbauen, machen sich diesen Vorteil zunutze.
Zum anderen enthält jedes Wort eine (in einigen Fällen auch mehrere) konventionelle Aussprache, die allerdings je nach Region variieren kann. Die meisten basieren auf Hochchinesisch, das als offiziell designierte Standardnorm die meiste Verbreitung in der chinesischsprachigen Welt hat. Bei anderen Dialekten besteht das Problem, dass ein für sie zugeschnittenes (und auch normiertes) Transkriptionssystem existieren muss, das sie zu den entsprechenden Schriftzeichen weiterleitet. Dies ist gerade in der zentralistischen Ausrichtung der Volksrepublik ein Problem, da regionale Dialekte generell im Bildungswesen keine große Unterstützung erfahren und daher nicht standardisiert werden. Ausnahme bildet das Kantonesische, das mit der in Hongkong entwickelten Transkription Jyutping eine Grundlage liefert.

## Eingabe durch Zeichenstruktur
Bei den Eingabemethoden, welche auf dem Aussehen der Zeichen basieren, werden die Zeichen einzeln hinsichtlich ihres geometrischen Aufbaus eingegeben. Dabei wird die Aussprache nicht beachtet, sondern nur das Aussehen an sich.
Die verbreitetsten sind:
- Wǔbǐ zìxíng shūrùfǎ 五筆字型輸入法 / 五笔字型输入法 (etwa: Fünf-Striche-eine-Zeichenform-Eingabemethode)
- Zhìnéng ABC shūrùfǎ 智能ＡＢＣ輸入法 / 智能ＡＢＣ输入法 (intelligente Eingabemethode mit lateinischen Buchstaben)
- Cāngjié shūrùfǎ 倉頡輸入法 / 仓颉输入法 (Cangjie-Eingabemethode)

Weitere sind:
- Qūwèi shūrùfǎ 區位輸入法 / 区位输入法 (etwa: Zonen-Eingabemethode)
- Xíngmǎ shūrùfǎ 形碼輸入法 / 形码输入法 (Xingma-Eingabemethode)
- Wángmǎ shūrùfǎ 王碼輸入法 / 王码输入法 (Wangma-Eingabemethode)
- Èrbǐ shūrùfǎ 二筆輸入法 / 二笔输入法 (etwa: Zwei-Striche-Eingabemethode)
- Zhèngmǎ shūrùfǎ 鄭碼輸入法 / 郑码输入法 (Zhengma-Eingabemethode)
- Sìjiǎo hàomǎ 四角號碼 / 四角号码 (Viereckenindex)

Man kann chinesische Schrift auch einscannen und durch ein OCR-System in digitale Schrift umwandeln lassen.
Bedeutender Vorteil der zeichenbasierten Eingabemethoden sind die Unabhängigkeit von der Aussprache. Außerdem ist wegen der starken Tendenz zur Homophonie vieler chinesischer Wörter die Treffsicherheit signifikant erhöht. Von Nachteil hingegen ist jedoch, dass alle nur nach umfangreicher Einarbeitung erlernt werden können.

## Eingabe durch Aussprache

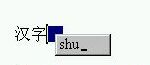
Eingabe chinesischer Zeichen mit lateinischen Buchstaben

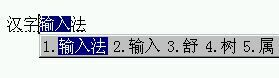
Korrektur und Auswahl bereits eingegebener Schriftzeichen

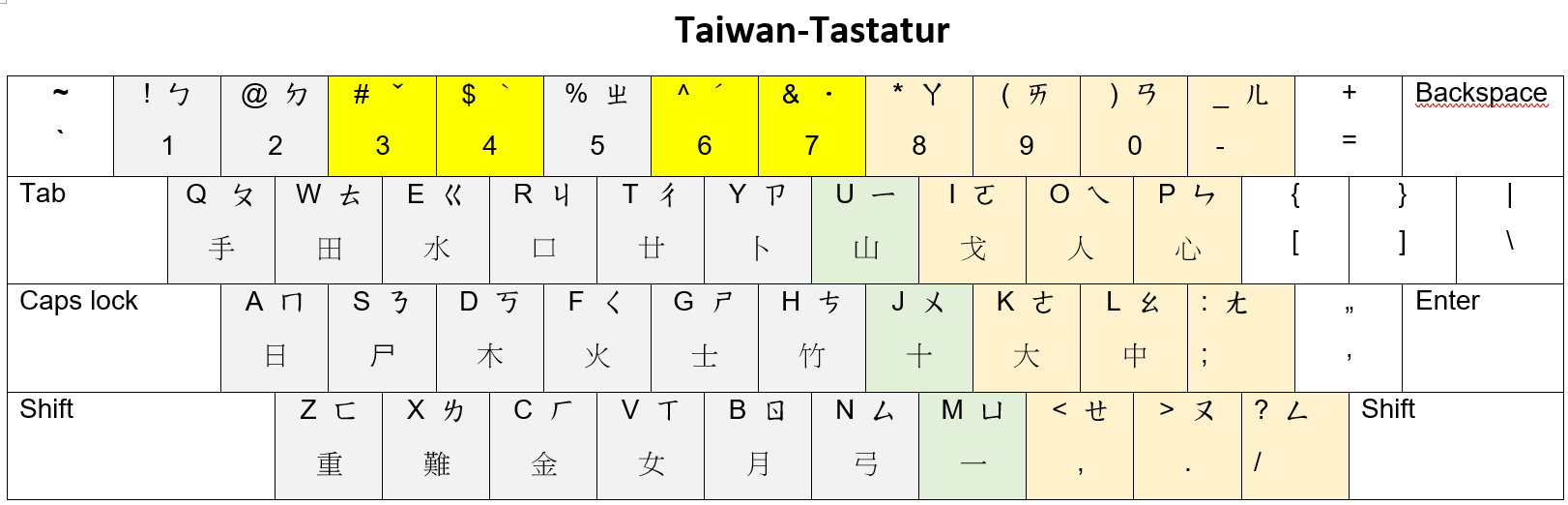
Chinesisches Tastatur-Layout für Zhuyin und Cangjie

Hierbei werden die chinesischen Sätze mithilfe eines der gängigen Transkriptionssysteme eingegeben, zum Beispiel der weltweit gebräuchlichen Pinyin-Umschrift in lateinischen Buchstaben oder der überwiegend in Taiwan benutzten Zhuyin-Umschrift. Allerdings haben chinesische Zeichen oft viele Homophone, die sich in der Aussprache nicht voneinander unterscheiden. Als Folge davon werden dem Benutzer zuweilen dutzende Einzelzeichen für eine eingegebene Sprechsilbe zur Auswahl gestellt. Erst mit zunehmender Länge der Eingabe kann das Eingabeprogramm genauer eingrenzen, welche Folge von Schriftzeichen der Benutzer gemeint haben wird.
Pinyin- und Zhuyin-Eingabe unterscheiden sich nicht grundsätzlich voneinander: In beiden Fällen wird der Satz so getippt, wie er ausgesprochen wird. Allerdings werden gängigerweise bei Pinyin die Töne ignoriert, wohingegen sie bei Zhuyin getippt werden müssen. Der Satz 我用電腦打字,  Wǒ yòng diànnǎo dǎzì – „Ich tippe mit dem Computer“ würde in beiden Systemen wie folgt getippt werden:
- Pinyin: woyongdiannaodazi
- Zhuyin: ㄨㄛˇㄩㄥˋㄉㄧㄢˋㄋㄠˇㄉㄚˇㄗˋ

Ein Vorteil von aussprachebasierten Eingabemethoden ist ihre leichte Anwendbarkeit: Sofern man mit der Standardaussprache und dem Transkriptionssystem bereits vertraut ist, muss man kein neues System erlernen. Problematisch ist, dass die Wahrscheinlichkeit, das gesuchte Zeichen auf Anhieb zu finden, geringer ist als bei einer Zeichenstruktur-Eingabe und blindes Schreiben oft dadurch erschwert wird, dass das gesuchte Wort erst gefunden werden muss.
Außerdem erlauben auch die meisten Eingabemethoden für koreanische Schrift die Eingabe chinesischer Zeichen (Hanja). Dabei wird zeichenweise vorgegangen und zunächst die koreanische Aussprache des gewünschten Zeichens in Hangeul eingegeben; anschließend öffnet sich auf Knopfdruck eine Auswahlliste, aus der dann das passende chinesische Zeichen ausgewählt werden kann. Die Auswahlliste enthält dabei alle Zeichen mit der angegebenen koreanischen Aussprache. Da die koreanische Sprache anders als die chinesische keine Tonsprache ist, ergeben sich oft recht lange Auswahllisten. Für Personen ohne Koreanisch-Kenntnisse ist diese Methode, chinesische Zeichen einzugeben, ohnehin nicht geeignet.